# Hopfen-Zwergmarienkäfer

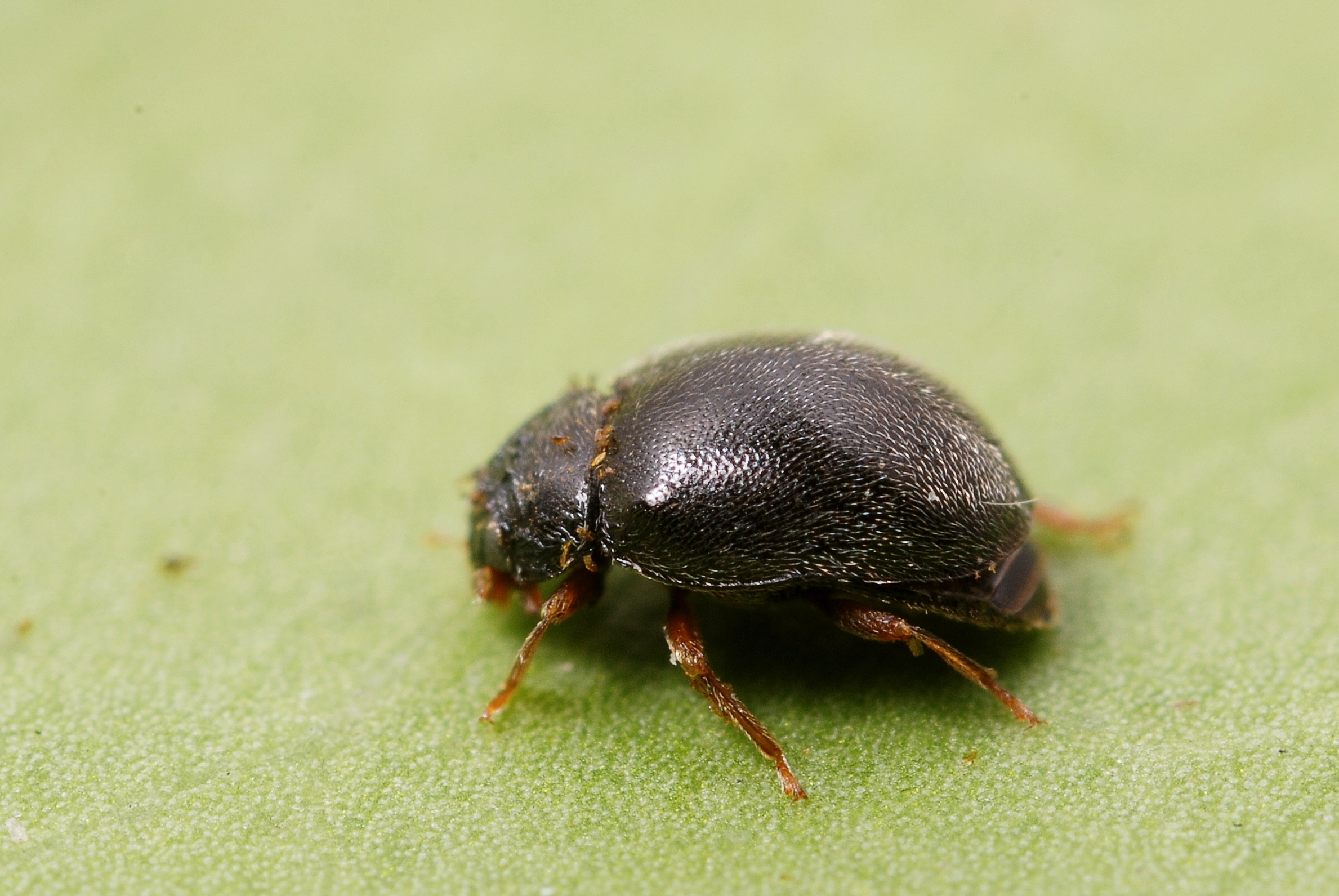
Weibchen

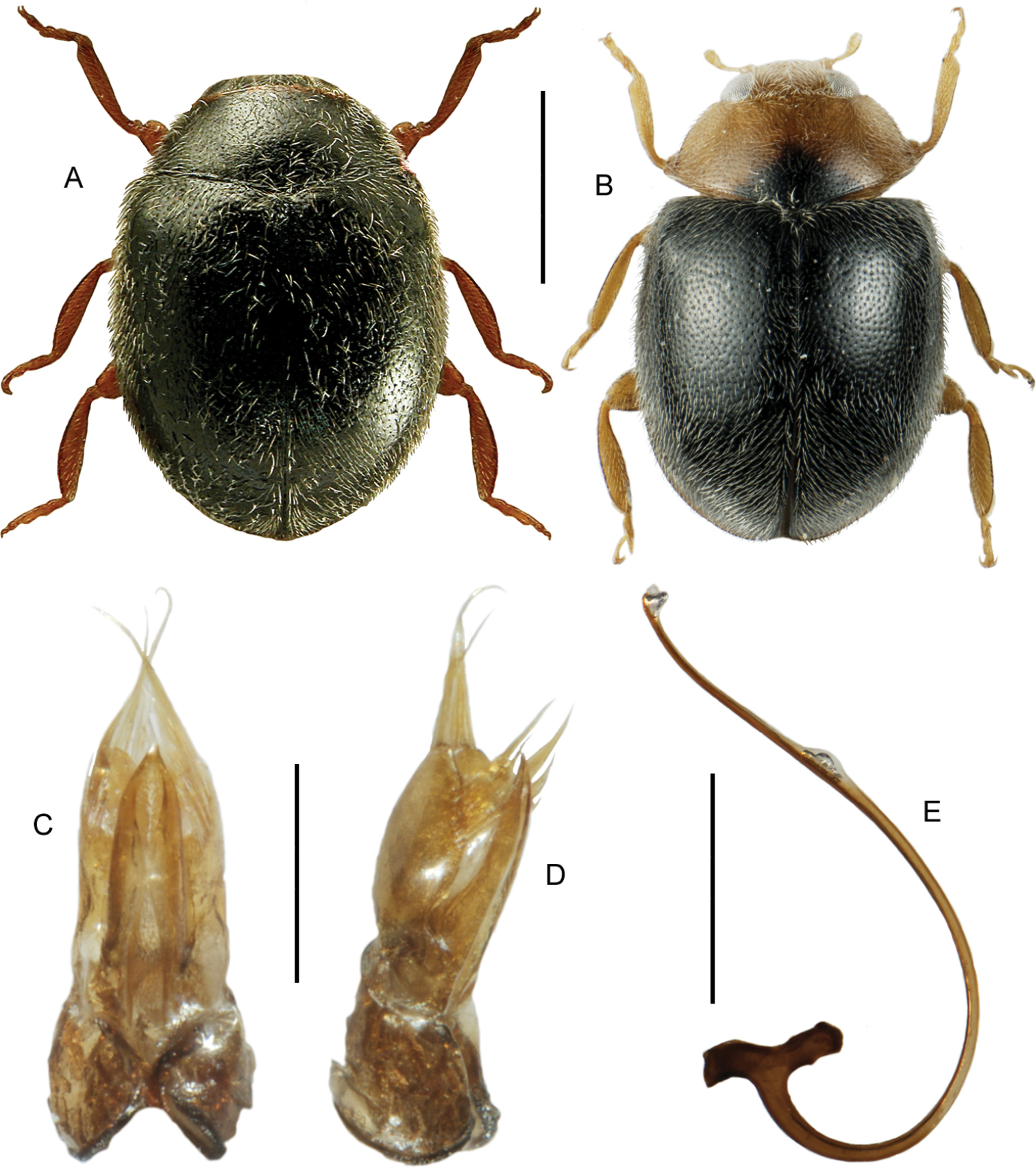
A:Weibchen, B:Männchen, C,D,E:männl. Genitalien

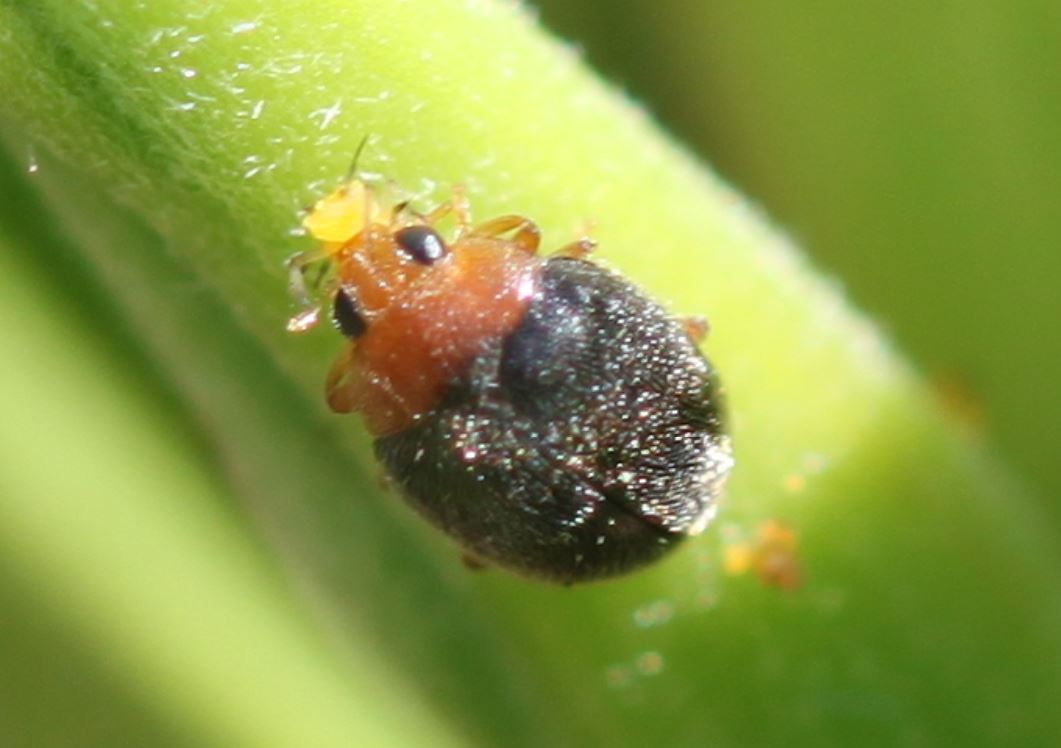
Männchen beim Fressen einer Oleanderblattlaus

Der Hopfen-Zwergmarienkäfer (Scymnus rubromaculatus) ist ein Käfer aus der Familie der Marienkäfer, Tribus Scymnini. Die Art gehört zur Untergattung Scymnus. Der aus dem Lateinischen stammende Namenszusatz rubromaculatus bedeutet „rotgefleckt“.

## Merkmale
Zur Tribus Scymnini gehören die kleinsten Marienkäfer. Der Hopfen-Zwergmarienkäfer ist 1,8–2,3 mm lang. Sein breit-ovaler Körper ist ziemlich gewölbt. Die schwarzen Flügeldecken sind mit hellen Härchen bedeckt. Die Fühler der Untergattung Scymnus sind 11-gliedrig. Fühler, Mandibeln und Beine sind rot gefärbt. Die Facettenaugen sind schwarz. Die Art weist einen Geschlechtsdimorphismus auf. Bei den Weibchen sind Kopf und Halsschild schwarz gefärbt. Beim Männchen sind diese mit Ausnahme eines schwarzen Flecks mittig am hinteren Halsschildrand rot gefärbt.

## Ähnliche Arten
- Scymnus auritus – die Flügeldecken weisen einen rötlichen Spitzenrand auf[1]

## Vorkommen
Die Art ist in Europa weit verbreitet. Ihr Vorkommen reicht von Fennoskandinavien im Norden bis in den Mittelmeerraum. Sie fehlt lediglich auf den Britischen Inseln.

## Lebensweise
Die adulten Käfer beobachtet man von April bis September. Die wärmeliebende Art bevorzugt als Lebensraum sonnenexponierte trockene Standorte, insbesondere Trockenrasen, Feld- und Wiesenraine sowie Waldränder. Man findet die Käfer gewöhnlich auf krautigen Pflanzen, aber auch an Sträuchern und Büschen, darunter Rosengewächsen, Eichen, Haseln und Hopfen. Sowohl die Imagines als auch die Larven der Art ernähren sich überwiegend von Pflanzenläusen.